# Платан східний (чинар)
Плата́н східний (чинар) — ботанічна пам'ятка природи місцевого значення в Україні. Розташована в межах Сокирянської міської громади Дністровського району Чернівецької області, в селі Романківці.
Площа 0,01 га. Статус надано згідно з рішенням облвиконкому від 30.05.1979 року № 198. Перебуває у віданні Романківецької загальноосвітньої школи.
Статус надано з метою збереження одного екземпляра рідкісного для Буковини дерева — платана. Вік дерева понад 100 років. Має наукове та естетичне значення.